# Kex Beck
Der Kex Beck ist ein Wasserlauf in North Yorkshire, England. Er entsteht als Wreaks Beck südlich von Ilton und fließt in südöstlicher Richtung. An der Wreaks Wath Ford, die die Foulgate Nook Lane führt, wechselt er seinen Namen. Er fließt am nördlichen Rand von Kirkby Malzeard und ändert seine Richtung auf Osten. Bei Azerley wendet er sich erneut in südöstlicher Richtung und mündet dann in den River Laver.